# Jim Fritsche
James A. "Jim" Fritsche (Saint Paul, Minnesota, 10 de diciembre de 1931) es un exjugador de baloncesto estadounidense que disputó dos temporadas como profesional en la NBA. Con 2,03 metros de estatura, jugaba en la posición de pívot.

## Trayectoria deportiva

### Universidad
Jugó durante 4 temporadas con los Pipers de la Universidad Hamline, en las que promedió 15,6 puntos por partido. Es el segundo mejor anotador de la historia de la universidad, con 1926 puntos, y el cuarto con mejor promedio. Además, es el que más tiros de campo ha anotado, con 760.

### Profesional
Fue elegido en la novena posición del Draft de la NBA de 1953 por Minneapolis Lakers, siendo traspasado a mitad de temporada a los Baltimore Bullets. Al año siguiente sería de nuevo traspasado, esta vez a Fort Wayne Pistons, donde contó con muy pocas oportunidades, jugando menos de 10 minutos por partido. No jugó ni un solo minuto en los playoffs, y acabó la temporada con unos promedios de 2,8 puntos y 2 rebotes por noche. Esa sería su última temporada en la élite. En total promedió 3,9 puntos y 3 rebotes.

## Estadísticas de su carrera en la NBA

### Temporada regular
| Año     | Equipo      | PJ | MPP  | TC%  | TL%  | RPP | APP | PPP |
| ------- | ----------- | -- | ---- | ---- | ---- | --- | --- | --- |
| 1953-54 | Minneapolis | 2  | 4.0  | .000 | .250 | .0  | .0  | .5  |
| 1953-54 | Baltimore   | 66 | 18.4 | .309 | .750 | 3.3 | 1.1 | 4.2 |
| 1954-55 | Fort Wayne  | 16 | 9.4  | .333 | .813 | 2.0 | .3  | 2.8 |
| Total   | Total       | 84 | 16.3 | .309 | .738 | 3.0 | .9  | 3.9 |